# Llista d'asteroides/190501-190600
| Nom      | Designació provisional | Data de descobriment   | Lloc de descobriment | Descobridor/s          |
| -------- | ---------------------- | ---------------------- | -------------------- | ---------------------- |
| 190501 - | 2000 GV145             | 12 d'abril de 2000     | Kitt Peak            | Spacewatch             |
| 190502 - | 2000 GT170             | 5 d'abril de 2000      | Anderson Mesa        | LONEOS                 |
| 190503 - | 2000 GT177             | 3 d'abril de 2000      | Kitt Peak            | Spacewatch             |
| 190504 - | 2000 HE                | 22 d'abril de 2000     | Piszkéstető          | K. Sárneczky, G. Szabó |
| 190505 - | 2000 HS4               | 27 d'abril de 2000     | Kitt Peak            | Spacewatch             |
| 190506 - | 2000 HO18              | 25 d'abril de 2000     | Kitt Peak            | Spacewatch             |
| 190507 - | 2000 HU26              | 24 d'abril de 2000     | Anderson Mesa        | LONEOS                 |
| 190508 - | 2000 HM43              | 29 d'abril de 2000     | Kitt Peak            | Spacewatch             |
| 190509 - | 2000 HX47              | 29 d'abril de 2000     | Socorro              | LINEAR                 |
| 190510 - | 2000 HH60              | 25 d'abril de 2000     | Anderson Mesa        | LONEOS                 |
| 190511 - | 2000 HL72              | 25 d'abril de 2000     | Anderson Mesa        | LONEOS                 |
| 190512 - | 2000 JE22              | 6 de maig de 2000      | Socorro              | LINEAR                 |
| 190513 - | 2000 JP25              | 7 de maig de 2000      | Socorro              | LINEAR                 |
| 190514 - | 2000 JO42              | 7 de maig de 2000      | Socorro              | LINEAR                 |
| 190515 - | 2000 JO49              | 9 de maig de 2000      | Socorro              | LINEAR                 |
| 190516 - | 2000 JT73              | 2 de maig de 2000      | Anderson Mesa        | LONEOS                 |
| 190517 - | 2000 KE8               | 27 de maig de 2000     | Socorro              | LINEAR                 |
| 190518 - | 2000 KF43              | 26 de maig de 2000     | Kitt Peak            | Spacewatch             |
| 190519 - | 2000 NR17              | 5 de juliol de 2000    | Anderson Mesa        | LONEOS                 |
| 190520 - | 2000 PN26              | 5 d'agost de 2000      | Haleakala            | NEAT                   |
| 190521 - | 2000 QV21              | 24 d'agost de 2000     | Socorro              | LINEAR                 |
| 190522 - | 2000 QM44              | 24 d'agost de 2000     | Socorro              | LINEAR                 |
| 190523 - | 2000 QK93              | 25 d'agost de 2000     | Socorro              | LINEAR                 |
| 190524 - | 2000 QJ108             | 29 d'agost de 2000     | Socorro              | LINEAR                 |
| 190525 - | 2000 QX124             | 29 d'agost de 2000     | Socorro              | LINEAR                 |
| 190526 - | 2000 QC170             | 31 d'agost de 2000     | Socorro              | LINEAR                 |
| 190527 - | 2000 QB180             | 29 d'agost de 2000     | Socorro              | LINEAR                 |
| 190528 - | 2000 QQ181             | 31 d'agost de 2000     | Socorro              | LINEAR                 |
| 190529 - | 2000 QD184             | 26 d'agost de 2000     | Socorro              | LINEAR                 |
| 190530 - | 2000 QS189             | 26 d'agost de 2000     | Socorro              | LINEAR                 |
| 190531 - | 2000 QS194             | 31 d'agost de 2000     | Socorro              | LINEAR                 |
| 190532 - | 2000 QX215             | 31 d'agost de 2000     | Socorro              | LINEAR                 |
| 190533 - | 2000 RN5               | 1 de setembre de 2000  | Socorro              | LINEAR                 |
| 190534 - | 2000 RH8               | 1 de setembre de 2000  | Socorro              | LINEAR                 |
| 190535 - | 2000 RM28              | 1 de setembre de 2000  | Socorro              | LINEAR                 |
| 190536 - | 2000 RQ35              | 2 de setembre de 2000  | Socorro              | LINEAR                 |
| 190537 - | 2000 RS45              | 3 de setembre de 2000  | Socorro              | LINEAR                 |
| 190538 - | 2000 RS48              | 3 de setembre de 2000  | Socorro              | LINEAR                 |
| 190539 - | 2000 RX60              | 6 de setembre de 2000  | Socorro              | LINEAR                 |
| 190540 - | 2000 RE67              | 1 de setembre de 2000  | Socorro              | LINEAR                 |
| 190541 - | 2000 RO77              | 8 de setembre de 2000  | Socorro              | LINEAR                 |
| 190542 - | 2000 RR78              | 8 de setembre de 2000  | Kitt Peak            | Spacewatch             |
| 190543 - | 2000 RM80              | 1 de setembre de 2000  | Socorro              | LINEAR                 |
| 190544 - | 2000 RQ87              | 2 de setembre de 2000  | Anderson Mesa        | LONEOS                 |
| 190545 - | 2000 RZ89              | 3 de setembre de 2000  | Socorro              | LINEAR                 |
| 190546 - | 2000 SW14              | 23 de setembre de 2000 | Socorro              | LINEAR                 |
| 190547 - | 2000 SA19              | 23 de setembre de 2000 | Socorro              | LINEAR                 |
| 190548 - | 2000 SU28              | 23 de setembre de 2000 | Socorro              | LINEAR                 |
| 190549 - | 2000 SP37              | 24 de setembre de 2000 | Socorro              | LINEAR                 |
| 190550 - | 2000 SD44              | 24 de setembre de 2000 | Socorro              | LINEAR                 |
| 190551 - | 2000 SK48              | 23 de setembre de 2000 | Socorro              | LINEAR                 |
| 190552 - | 2000 SV49              | 23 de setembre de 2000 | Socorro              | LINEAR                 |
| 190553 - | 2000 SB65              | 24 de setembre de 2000 | Socorro              | LINEAR                 |
| 190554 - | 2000 SU65              | 24 de setembre de 2000 | Socorro              | LINEAR                 |
| 190555 - | 2000 SY67              | 24 de setembre de 2000 | Socorro              | LINEAR                 |
| 190556 - | 2000 SV73              | 24 de setembre de 2000 | Socorro              | LINEAR                 |
| 190557 - | 2000 SH77              | 24 de setembre de 2000 | Socorro              | LINEAR                 |
| 190558 - | 2000 SE78              | 24 de setembre de 2000 | Socorro              | LINEAR                 |
| 190559 - | 2000 SK79              | 24 de setembre de 2000 | Socorro              | LINEAR                 |
| 190560 - | 2000 SU86              | 24 de setembre de 2000 | Socorro              | LINEAR                 |
| 190561 - | 2000 SY99              | 23 de setembre de 2000 | Socorro              | LINEAR                 |
| 190562 - | 2000 SP106             | 24 de setembre de 2000 | Socorro              | LINEAR                 |
| 190563 - | 2000 SL123             | 24 de setembre de 2000 | Socorro              | LINEAR                 |
| 190564 - | 2000 SU128             | 24 de setembre de 2000 | Socorro              | LINEAR                 |
| 190565 - | 2000 SU131             | 22 de setembre de 2000 | Socorro              | LINEAR                 |
| 190566 - | 2000 SJ132             | 22 de setembre de 2000 | Socorro              | LINEAR                 |
| 190567 - | 2000 SL137             | 23 de setembre de 2000 | Socorro              | LINEAR                 |
| 190568 - | 2000 SQ183             | 20 de setembre de 2000 | Haleakala            | NEAT                   |
| 190569 - | 2000 SY190             | 23 de setembre de 2000 | Socorro              | LINEAR                 |
| 190570 - | 2000 SO203             | 24 de setembre de 2000 | Socorro              | LINEAR                 |
| 190571 - | 2000 SH206             | 24 de setembre de 2000 | Socorro              | LINEAR                 |
| 190572 - | 2000 SK209             | 25 de setembre de 2000 | Socorro              | LINEAR                 |
| 190573 - | 2000 SN211             | 25 de setembre de 2000 | Socorro              | LINEAR                 |
| 190574 - | 2000 SR227             | 27 de setembre de 2000 | Socorro              | LINEAR                 |
| 190575 - | 2000 SC243             | 24 de setembre de 2000 | Socorro              | LINEAR                 |
| 190576 - | 2000 SZ270             | 27 de setembre de 2000 | Socorro              | LINEAR                 |
| 190577 - | 2000 SE272             | 28 de setembre de 2000 | Socorro              | LINEAR                 |
| 190578 - | 2000 SQ274             | 28 de setembre de 2000 | Socorro              | LINEAR                 |
| 190579 - | 2000 SB287             | 26 de setembre de 2000 | Socorro              | LINEAR                 |
| 190580 - | 2000 SB295             | 27 de setembre de 2000 | Socorro              | LINEAR                 |
| 190581 - | 2000 SE296             | 27 de setembre de 2000 | Socorro              | LINEAR                 |
| 190582 - | 2000 SO299             | 28 de setembre de 2000 | Socorro              | LINEAR                 |
| 190583 - | 2000 SD309             | 30 de setembre de 2000 | Socorro              | LINEAR                 |
| 190584 - | 2000 SH311             | 26 de setembre de 2000 | Socorro              | LINEAR                 |
| 190585 - | 2000 SF339             | 25 de setembre de 2000 | Socorro              | LINEAR                 |
| 190586 - | 2000 SX354             | 29 de setembre de 2000 | Anderson Mesa        | LONEOS                 |
| 190587 - | 2000 SQ361             | 23 de setembre de 2000 | Anderson Mesa        | LONEOS                 |
| 190588 - | 2000 SN363             | 22 de setembre de 2000 | Anderson Mesa        | LONEOS                 |
| 190589 - | 2000 TY3               | 1 d'octubre de 2000    | Socorro              | LINEAR                 |
| 190590 - | 2000 TU10              | 1 d'octubre de 2000    | Socorro              | LINEAR                 |
| 190591 - | 2000 TA15              | 1 d'octubre de 2000    | Socorro              | LINEAR                 |
| 190592 - | 2000 TQ35              | 6 d'octubre de 2000    | Anderson Mesa        | LONEOS                 |
| 190593 - | 2000 TH44              | 1 d'octubre de 2000    | Socorro              | LINEAR                 |
| 190594 - | 2000 TY61              | 2 d'octubre de 2000    | Anderson Mesa        | LONEOS                 |
| 190595 - | 2000 TP62              | 2 d'octubre de 2000    | Socorro              | LINEAR                 |
| 190596 - | 2000 UP2               | 23 d'octubre de 2000   | Desert Beaver        | W. K. Y. Yeung         |
| 190597 - | 2000 UD24              | 24 d'octubre de 2000   | Socorro              | LINEAR                 |
| 190598 - | 2000 UY45              | 24 d'octubre de 2000   | Socorro              | LINEAR                 |
| 190599 - | 2000 UR50              | 24 d'octubre de 2000   | Socorro              | LINEAR                 |
| 190600 - | 2000 UL70              | 25 d'octubre de 2000   | Socorro              | LINEAR                 |